# Nattawin Wattanagitiphat
Nattawin Wattanagitiphat ( thaï : ณัฐวิญญ์ วัฒนกิติพัฒน์ ; né le 24 février 1994), surnommé Apo (อาโป) est un acteur et mannequin thaïlandais. Il était sous contrat avec  Channel 3 de 2014 à 2019. Il est surtout connu pour son rôle principal dans les séries Sud Kaen Saen Rak (2015) et KinnPorsche (2022).

## Éducation
Nattawin Wattanagitiphat a fréquenté l'Université de Thammasat avant d'être transféré à la Faculté des arts de la communication de l'Université de Rangsit.

## Carrière
En 2014, Nattawin signe un contrat avec Channel 3 et fait ses débuts dans Sud Kaen Saen Rak . La même année, il  joue dans Luead Mungkorn, une série thaïlandaise ("lakorn") composée de 5 saisons. En 2018, son dernier lakorn avec Channel 3 était Chart Suer Pun Mungkorn . Nattawin a fait une pause pendant plus de 2 ans après l'expiration de son contrat en 2019,.
En 2021, Nattawin revient en tant qu'acteur indépendant dans la série Thai Boys' Love (BL), KinnPorsche The Series, jouant le rôle de Porsche. La série est disponible sur la plateforme vidéo chinoise iQIYI,,.

## Vie privée
En 2019, il a été ordonné pour 1 mois au temple de Somphanas,.

## Filmographie

### Télévision
| An   | Titre                    | Rôle                        | Notes           | Chaîne        |
| ---- | ------------------------ | --------------------------- | --------------- | ------------- |
| 2015 | Sud Kaen Saen Rak        | Thana Thaweewattana         | Rôle secondaire | Channel 3     |
| 2015 | Luead Mungkorn : Krating | Tang Cheng Yang (Jeune)     | Rôle secondaire | Channel 3     |
| 2015 | Luead Mungkorn : Raed    | Tang Cheng Yang (Jeune)     | Rôle secondaire | Channel 3     |
| 2015 | Luead Mungkorn : Hong    | Tang Cheng Yang (Jeune)     | Rôle secondaire | Channel 3     |
| 2016 | Chaat Payak              | A Wurn                      | Rôle secondaire | Channel 3     |
| 2016 | Pra Teap Rak Hang Jai    | Pong Khun Boon Jirakit      | Rôle principal  | Channel 3     |
| 2017 | Buang Banjathorn         | Sanpaeng                    | Rôle secondaire | Channel 3     |
| 2018 | Kai Mook Mungkorn Feu    | Inspecteur Danthai          | Rôle secondaire | Channel 3     |
| 2018 | Nak Soo Taywada          | (Tay déguisé)               | Invité          | Channel 3     |
| 2018 | Prakasit Kammathep       | Harin                       | Rôle secondaire | Channel 3     |
| 2018 | Chart Suer Pun Mungkorn  | Lim Heng Tiang / Ah-Tiang   | Rôle secondaire | Channel 3     |
| 2022 | KinnPorsche              | Porsche Pachara Kittisawasd | Rôle principal  | One 31, iQIYI |

### Emissions
| An   | Titre                     | Rôle   | Chaîne                  | Ref.   |
| ---- | ------------------------- | ------ | ----------------------- | ------ |
| 2015 | 3 Zaap (3 แซบ)            | Invité | Polyplus Divertissement | [ 9 ]  |
| 2016 | Lady konkrua (Lady ก้นครัว) | Invité | Lady                    | [ 10 ] |
| 2016 | 3 Zaap (3 แซบ)            | Invité | Polyplus Divertissement | [ 11 ] |
| 2016 | ปากว่ามือถึง                 | Invité | Channel 3               | [ 12 ] |
| 2017 | ตลาดสดพระราม๔             | Invité | Polyplus Divertissement | [ 13 ] |
| 2017 | Suek 12 Rasi (ศึก 12 ราศี)  | Invité | Polyplus Divertissement | [ 14 ] |
| 2017 | At Ten (ตีสิบ)              | Invité | DIVERTISSEMENT 2020     | [ 15 ] |
| 2021 | คุณพระช่วย                  | Invité | Workpoint TV            | [ 16 ] |
| 2021 | GACHA GACHA ท้าอร่อย 2      | Invité | Amarin TV               | [ 17 ] |
| 2022 | Sound check               | Invité | One 31                  | [ 18 ] |

## Discographie
| An   | Titre de la chanson              | Notes                     | Ref.   |
| ---- | -------------------------------- | ------------------------- | ------ |
| 2016 | ถักทอด้วยหัวใจ (Version acoustique) | Pra Teap Rak Hang Jai OST | [ 19 ] |

## Concerts
| An   | Événements                                          | Notes                          |
| ---- | --------------------------------------------------- | ------------------------------ |
| 2017 | LOVE IS IN THE AIR : Concert caritatif de Channel 3 | Avec les artistes de Channel 3 |